# Politika (Gesellschaft)
politika, die Südtiroler Gesellschaft für Politikwissenschaft (italienisch Società di Scienza Politica dell'Alto Adige; ladinisch Sozietà de scienza pulitica de Sudtirol), ist eine politikwissenschaftliche Fachvereinigung, die 2008 in Bozen gegründet wurde. Seit ihrer Gründung ist Günther Pallaver Präsident von politika. Die Südtiroler Gesellschaft für Politikwissenschaft ist seit 2009 Mitglied der Österreichischen Gesellschaft für Politikwissenschaft sowie seit 2011 Mitglied der Società Italiana di Scienza Politica.

## Aufgaben
Laut Vereinsstatut sind die Aufgaben von politika:
- die Wahrnehmung der Politikwissenschaft und der Politologinnen und Politologen in der Öffentlichkeit zu fördern;
- politikwissenschaftliche Forschung in Südtirol zu betreiben und zu unterstützen (z. B. zu Wechselbeziehungen zwischen Südtirol und Europa, zu Südtirol im nationalen und internationalen Kontext);
- politikwissenschaftliche Forschungsergebnisse mit Südtirolbezug zu veröffentlichen;
- das Studium der Politikwissenschaft voranzutreiben.[2]

## Das Jahrbuch
Die Gesellschaft politika publiziert alljährlich im Frühjahr das gleichnamige Südtiroler Jahrbuch für Politik, das im Raetia-Verlag erscheint. Darin wird ein Jahresthema behandelt, das im Sinne der Euregio neben Südtirol auch das Bundesland Tirol und die Provinz Trient vergleichend miteinbezieht. Das Jahrbuch wird ergänzt mit Aufsätzen außerhalb des Jahresthemas, mit kurzen Beiträgen, Berichten, Hinweisen, Diskussionen und Rezensionen.

## Die Politische Persönlichkeit des Jahres
Persönlichkeiten mit Südtirolbezug, die sich im politischen Leben besonders hervorgetan haben, verleiht politika in unregelmäßigen Abständen den Titel „Politische Persönlichkeit des Jahres“ (PPJ). Bisherige Preisträger sind:
- 2008: Monika Hauser
- 2009: Stephan Lausch
- 2010: Guido Bocher
- 2012: Franz Thaler
- 2017: Hannes Obermair
- 2018: Lidia Menapace
- 2019: Fridays for Future South Tyrol
- 2020: Die Figur der Freiwilligen
- 2021: Kollektiv Frauenmarsch
- 2022: Christoph Franceschini
- 2024: Nathan Previdi
- 2025: Johanna Mitterhofer